# NGC 7217
NGC 7217 é uma galáxia espiral (Sb) localizada na direcção da constelação de Pegasus. Possui uma declinação de +31° 21' 34" e uma ascensão recta de 22 horas, 07 minutos e 52,1 segundos.
A galáxia NGC 7217 foi descoberta em 7 de Setembro de 1784 por William Herschel.